# Pouzilhac
Pouzilhac est une commune française située dans l'est du département du Gard en région Occitanie.
Exposée à un climat méditerranéen, elle est drainée par divers petits cours d'eau.
Pouzilhac est une commune rurale qui compte 750 habitants en 2022, après avoir connu une forte hausse de la population depuis 1962.  Ses habitants sont appelés les Pouzilhacois ou  Pouzilhacoises.
Le patrimoine architectural de la commune comprend deux  immeubles protégés au titre des monuments historiques : la tour des remparts, inscrite en 1947, et le château, inscrit en 1998.

## Géographie
Commune située à presque mi-chemin entre Remoulins (au sud) et Bagnols-sur-Cèze (au nord).
|                         | Gaujac       | Connaux, Saint-Paul-les-Fonts |
| La Capelle-et-Masmolène | Pouzilhac    | Saint-Victor-la-Coste         |
|                         | Valliguières |                               |

### Climat
Pour des articles plus généraux, voir Climat de l'Occitanie et Climat du Gard.
En 2010, le climat de la commune est de type climat méditerranéen franc, selon une étude s'appuyant sur une série de données couvrant la période 1971-2000. En 2020, Météo-France publie une typologie des climats de la France métropolitaine dans laquelle la commune est exposée à un climat méditerranéen et est dans la région climatique Provence, Languedoc-Roussillon, caractérisée par une pluviométrie faible en été, un très bon ensoleillement (2 600 h/an), un été chaud (21,5 °C), un air très sec en été, sec en toutes saisons, des vents forts (fréquence de 40 à 50 % de vents > 5 m/s) et peu de brouillards.
Pour la période 1971-2000, la température annuelle moyenne est de 13,7 °C, avec une amplitude thermique annuelle de 17,1 °C. Le cumul annuel moyen de précipitations est de 783 mm, avec 5,8 jours de précipitations en janvier et 3,1 jours en juillet. Pour la période 1991-2020, la température moyenne annuelle observée sur la station météorologique la plus proche, située sur la commune de Cavillargues à 9 km à vol d'oiseau, est de 14,1 °C et le cumul annuel moyen de précipitations est de 845,8 mm,. Pour l'avenir, les paramètres climatiques de la commune estimés pour 2050 selon différents scénarios d'émission de gaz à effet de serre sont consultables sur un site dédié publié par Météo-France en novembre 2022.

### Milieux naturels et biodiversité
Aucun espace naturel présentant un intérêt patrimonial n'est recensé sur la commune dans l'inventaire national du patrimoine naturel,,.

## Urbanisme

### Typologie
Au 1er janvier 2024, Pouzilhac est catégorisée commune rurale à habitat dispersé, selon la nouvelle grille communale de densité à sept niveaux définie par l'Insee en 2022.
Elle est située hors unité urbaine et hors attraction des villes,.

### Occupation des sols
L'occupation des sols de la commune, telle qu'elle ressort de la base de données européenne d’occupation biophysique des sols Corine Land Cover (CLC), est marquée par l'importance des forêts et milieux semi-naturels (53,5 % en 2018), en diminution par rapport à 1990 (57,4 %). La répartition détaillée en 2018 est la suivante : 
forêts (53,5 %), cultures permanentes (29,6 %), terres arables (9 %), zones urbanisées (5,3 %), mines, décharges et chantiers (2,4 %). L'évolution de l’occupation des sols de la commune et de ses infrastructures peut être observée sur les différentes représentations cartographiques du territoire : la carte de Cassini (XVIIIe siècle), la carte d'état-major (1820-1866) et les cartes ou photos aériennes de l'IGN pour la période actuelle (1950 à aujourd'hui).

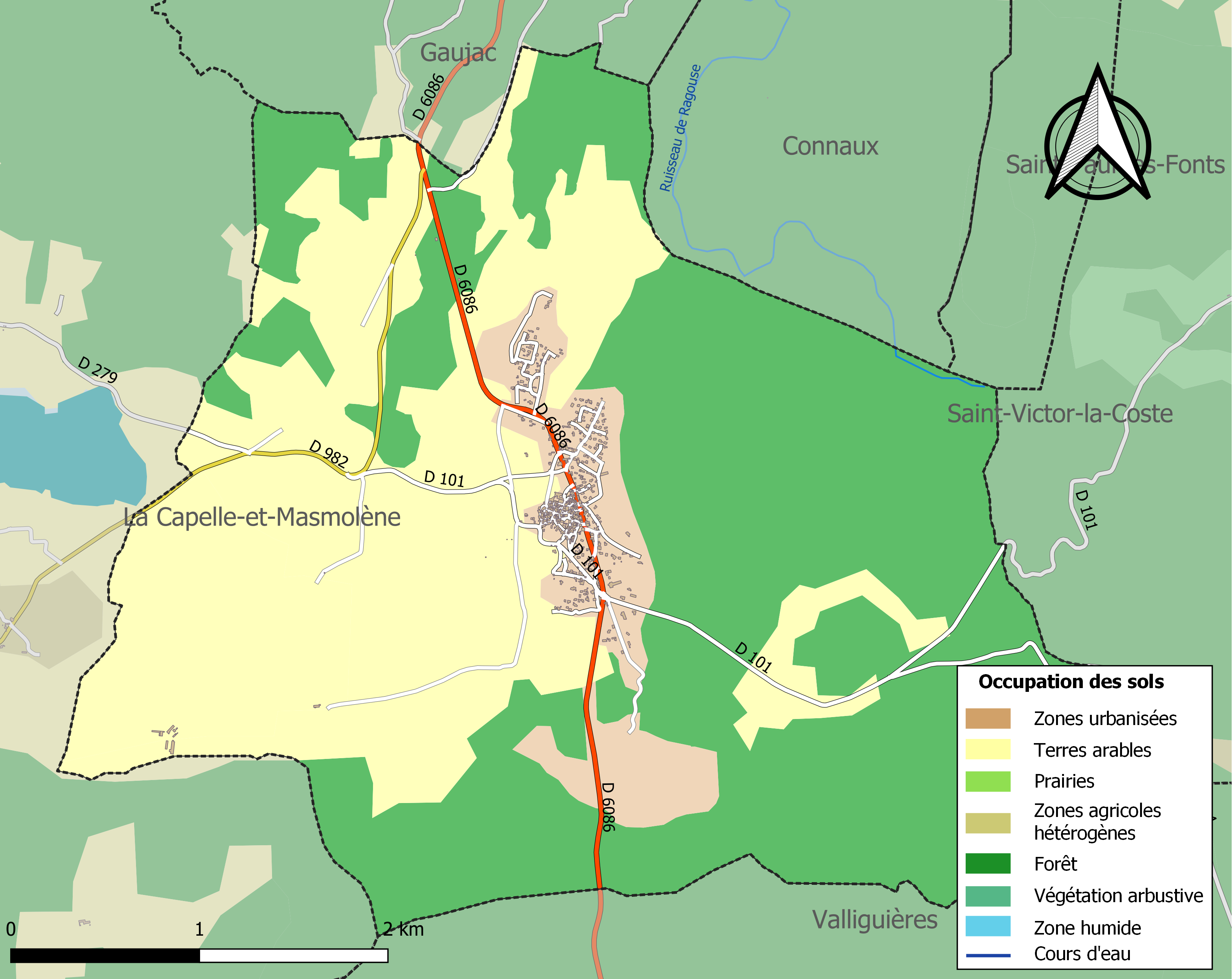
Carte des infrastructures et de l'occupation des sols de la commune en 2018 (CLC).

### Risques majeurs
Le territoire de la commune de Pouzilhac est vulnérable à différents aléas naturels : météorologiques (tempête, orage, neige, grand froid, canicule ou sécheresse), inondations, feux de forêts et séisme (sismicité modérée). Il est également exposé à un risque technologique,  le transport de matières dangereuses. Un site publié par le BRGM permet d'évaluer simplement et rapidement les risques d'un bien localisé soit par son adresse soit par le numéro de sa parcelle.

#### Risques naturels
Certaines parties du territoire communal sont susceptibles d’être affectées par le risque d’inondation par débordement de cours d'eau, notamment La commune a été reconnue en état de catastrophe naturelle au titre des dommages causés par les inondations et coulées de boue survenues en 1982, 1983, 1987, 1988, 1990, 1998 et 2002,.

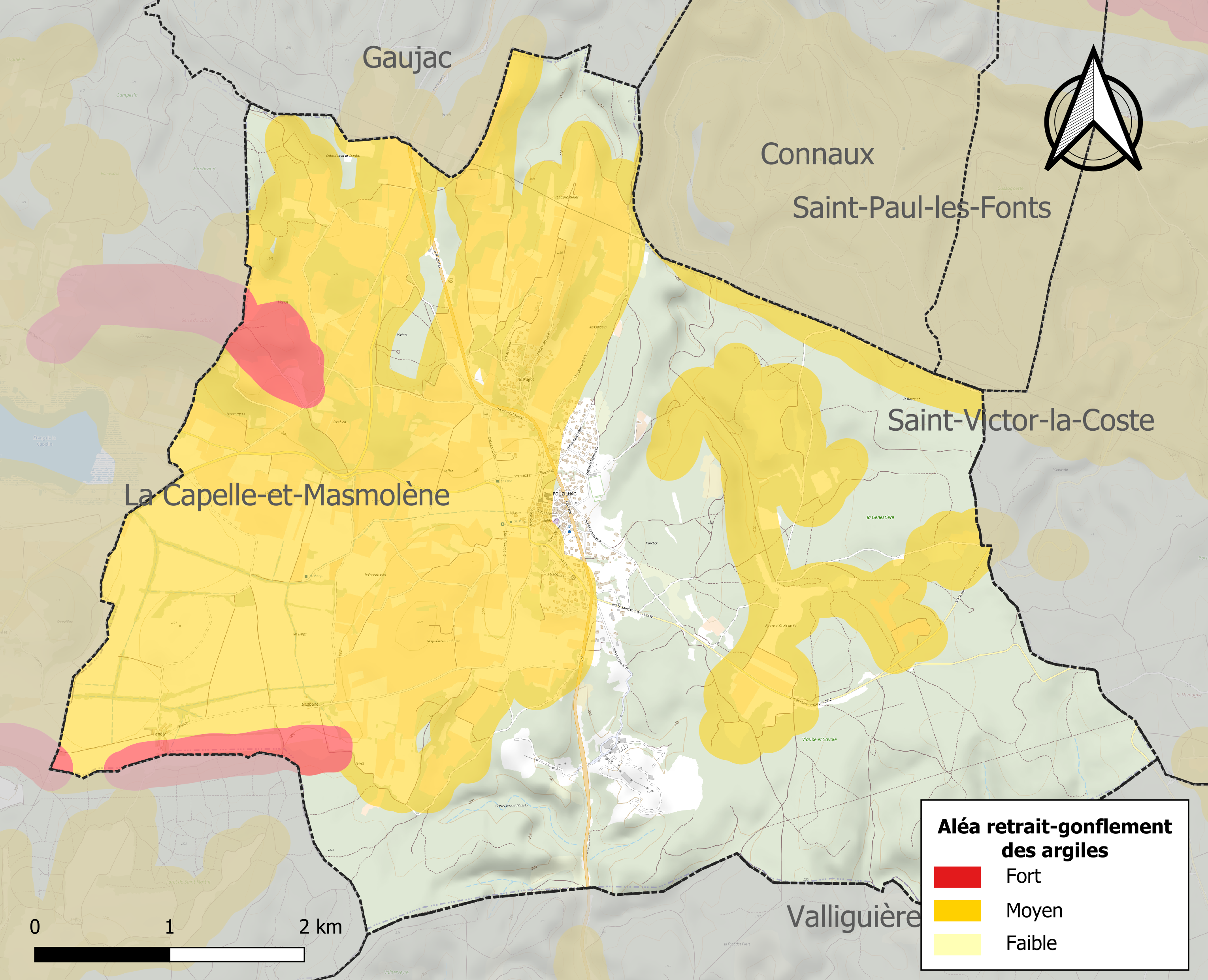
Carte des zones d'aléa retrait-gonflement des sols argileux de Pouzilhac.

Le retrait-gonflement des sols argileux est susceptible d'engendrer des dommages importants aux bâtiments en cas d’alternance de périodes de sécheresse et de pluie. 58,3 % de la superficie communale est en aléa moyen ou fort (67,5 % au niveau départemental et 48,5 % au niveau national). Sur les 325 bâtiments dénombrés sur la commune en 2019, 172 sont en aléa moyen ou fort, soit 53 %, à comparer aux 90 % au niveau départemental et 54 % au niveau national. Une cartographie de l'exposition du territoire national au retrait gonflement des sols argileux est disponible sur le site du BRGM,.
Par ailleurs, afin de mieux appréhender le risque d’affaissement de terrain, l'inventaire national des cavités souterraines permet de localiser celles situées sur la commune.
Concernant les mouvements de terrains, la commune a été reconnue en état de catastrophe naturelle au titre des dommages causés par des mouvements de terrain en 1983 et par des glissements de terrain en 1988.

#### Risques technologiques
Le risque de transport de matières dangereuses sur la commune est lié à sa traversée par des infrastructures routières ou ferroviaires importantes ou la présence d'une canalisation de transport d'hydrocarbures. Un accident se produisant sur de telles infrastructures est en effet susceptible d’avoir des effets graves au bâti ou aux personnes jusqu’à 350 m, selon la nature du matériau transporté. Des dispositions d’urbanisme peuvent être préconisées en conséquence.

## Économie

### Revenus
En 2018  (données Insee publiées en septembre 2021), la commune compte 289 ménages fiscaux, regroupant 723 personnes. La médiane du revenu disponible par unité de consommation est de 20 080 € (20 020 € dans le département).

### Emploi
|                | 2008   | 2013  | 2018   |
| -------------- | ------ | ----- | ------ |
| Commune        | 7,3 %  | 7,2 % | 11,9 % |
| Département    | 10,6 % | 12 %  | 12 %   |
| France entière | 8,3 %  | 10 %  | 10 %   |

En 2018, la population âgée de 15 à 64 ans s'élève à 462 personnes, parmi lesquelles on compte 74,3 % d'actifs (62,4 % ayant un emploi et 11,9 % de chômeurs) et 25,7 % d'inactifs,. En  2018, le taux de chômage communal (au sens du recensement) des 15-64 ans est inférieur à celui du département, mais supérieur à celui de la France, alors qu'en 2008 il était inférieur à celui de la France.
La commune est hors attraction des villes,. Elle compte 120 emplois en 2018, contre 95 en 2013 et 83 en 2008. Le nombre d'actifs ayant un emploi résidant dans la commune est de 291, soit un indicateur de concentration d'emploi de 41,1 % et un taux d'activité parmi les 15 ans ou plus de 60,3 %.
Sur ces 291 actifs de 15 ans ou plus ayant un emploi, 69 travaillent dans la commune, soit 24 % des habitants. Pour se rendre au travail, 87,6 % des habitants utilisent un véhicule personnel ou de fonction à quatre roues, 1,8 % les transports en commun, 4,6 % s'y rendent en deux-roues, à vélo ou à pied et 6 % n'ont pas besoin de transport (travail au domicile).

### Activités hors agriculture

#### Secteurs d'activités
62 établissements sont implantés  à Pouzilhac au 31 décembre 2019. Le tableau ci-dessous en détaille le nombre par secteur d'activité et compare les ratios avec ceux du département,.
| Secteur d'activité                                                                                        | Commune | Commune | Département |
| Secteur d'activité                                                                                        | Nombre  | %       | %           |
| --- | ------- | ------- | ----------- |
| Ensemble                                                                                                  | 62      | 100 %   | (100 %)     |
| Industrie manufacturière, industries extractives et autres                                                | 8       | 12,9 %  | (7,9 %)     |
| Construction                                                                                              | 18      | 29 %    | (15,5 %)    |
| Commerce de gros et de détail, transports, hébergement et restauration                                    | 19      | 30,6 %  | (30 %)      |
| Information et communication                                                                              | 2       | 3,2 %   | (2,2 %)     |
| Activités financières et d'assurance                                                                      | 1       | 1,6 %   | (3 %)       |
| Activités immobilières                                                                                    | 3       | 4,8 %   | (4,1 %)     |
| Activités spécialisées, scientifiques et techniques et activités de services administratifs et de soutien | 7       | 11,3 %  | (14,9 %)    |
| Administration publique, enseignement, santé humaine et action sociale                                    | 3       | 4,8 %   | (13,5 %)    |
| Autres activités de services                                                                              | 1       | 1,6 %   | (8,8 %)     |

Le secteur du commerce de gros et de détail, des transports, de l'hébergement et de la restauration est prépondérant sur la commune puisqu'il représente 30,6 % du nombre total d'établissements de la commune (19 sur les 62 entreprises implantées  à Pouzilhac), contre 30 % au niveau départemental.

#### Entreprises et commerces
L'entreprise ayant son siège social sur le territoire communal qui génère le plus de chiffre d'affaires en 2020 est : 
- Noveocomposites, fabrication de moules et modèles (240 k€).

### Agriculture
La commune est dans les Garrigues, une petite région agricole occupant le centre du département du Gard. En 2020, l'orientation technico-économique de l'agriculture  sur la commune est la culture de légumes ou champignons. 
|               | 1988 | 2000 | 2010 | 2020 |
| ------------- | ---- | ---- | ---- | ---- |
| Exploitations | 24   | 15   | 13   | 10   |
| SAU (ha)      | 576  | 400  | 410  | 345  |

Le nombre d'exploitations agricoles en activité et ayant leur siège dans la commune est passé de 24 lors du recensement agricole de 1988  à 15 en 2000 puis à 13 en 2010 et enfin à 10 en 2020, soit une baisse de 58 % en 32 ans. Le même mouvement est observé à l'échelle du département qui a perdu pendant cette période 61 % de ses exploitations,. La surface agricole utilisée sur la commune a également diminué, passant de 576 ha en 1988 à 345 ha en 2020. Parallèlement la surface agricole utilisée moyenne par exploitation a augmenté, passant de 24 à 35 ha.

## Histoire
Aux XIIe et XIIIe siècle, l’abbaye Saint-André de Villeneuve-lès-Avignon y possédait l’église Saint-Privat (au cimetière), que l’évêque d’Uzès lui avait cédé en 1164, ainsi que l’église paroissiale Saint-Sauveur et en percevait les revenus.

## Héraldique
| Blason de Pouzilhac | Blason  | De sable à la fasce losangée d'argent et de sinople. |
| Blason de Pouzilhac | Détails | Le statut officiel du blason reste à déterminer.     |

## Politique et administration
| Période                                  | Période  | Identité            | Étiquette | Qualité         |
| ---------------------------------------- | -------- | ------------------- | --------- | --------------- |
| avant 1951                               | ?        | Raphaël Simon       | Radical   | Agriculteur     |
| mars 2001                                | 2014     | Jean-Claude Laurent | DVD       |                 |
| mars 2014                                | En cours | Thierry Astier      | SE        | Agent technique |
| Les données manquantes sont à compléter. |          |                     |           |                 |

### Canton
La commune fait partie du canton de Redessan. Le canton dépend de l'arrondissement de Nîmes et de la troisième circonscription du Gard dont le député est Patrice Prat (PS).

## Démographie

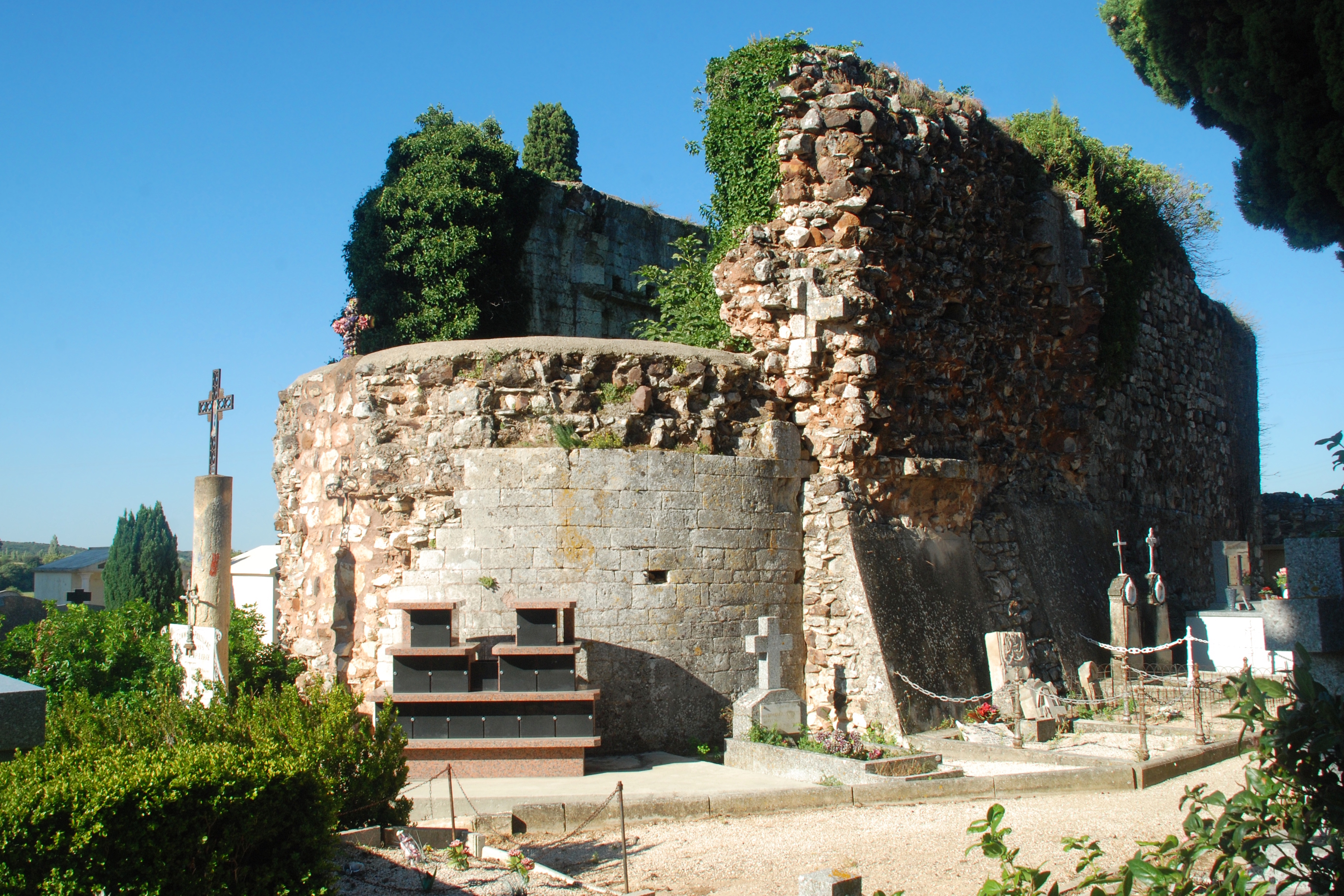
Chapelle Saint-Privat.

L'évolution du nombre d'habitants est connue à travers les recensements de la population effectués dans la commune depuis 1793. Pour les communes de moins de 10 000 habitants, une enquête de recensement portant sur toute la population est réalisée tous les cinq ans, les populations de référence des années intermédiaires étant quant à elles estimées par interpolation ou extrapolation. Pour la commune, le premier recensement exhaustif entrant dans le cadre du nouveau dispositif a été réalisé en 2006.

En 2022, la commune comptait 750 habitants, en évolution de +5,78 % par rapport à 2016 (Gard : +2,97 %, France hors Mayotte : +2,11 %).
| 1793 | 1800 | 1806 | 1821 | 1831 | 1836 | 1841 | 1846 | 1851 |
| ---- | ---- | ---- | ---- | ---- | ---- | ---- | ---- | ---- |
| 427  | 413  | 339  | 504  | 471  | 496  | 448  | 472  | 510  |

| 1856 | 1861 | 1866 | 1872 | 1876 | 1881 | 1886 | 1891 | 1896 |
| ---- | ---- | ---- | ---- | ---- | ---- | ---- | ---- | ---- |
| 519  | 480  | 471  | 449  | 460  | 465  | 460  | 464  | 476  |

| 1901 | 1906 | 1911 | 1921 | 1926 | 1931 | 1936 | 1946 | 1954 |
| ---- | ---- | ---- | ---- | ---- | ---- | ---- | ---- | ---- |
| 396  | 424  | 402  | 376  | 315  | 310  | 310  | 293  | 330  |

| 1962 | 1968 | 1975 | 1982 | 1990 | 1999 | 2006 | 2011 | 2016 |
| ---- | ---- | ---- | ---- | ---- | ---- | ---- | ---- | ---- |
| 328  | 357  | 372  | 403  | 373  | 434  | 572  | 621  | 709  |

| 2021 | 2022 | - | - | - | - | - | - | - |
| ---- | ---- | - | - | - | - | - | - | - |
| 744  | 750  | - | - | - | - | - | - | - |

## Culture locale et patrimoine

### Lieux et monuments
- Château de Pouzilhac.

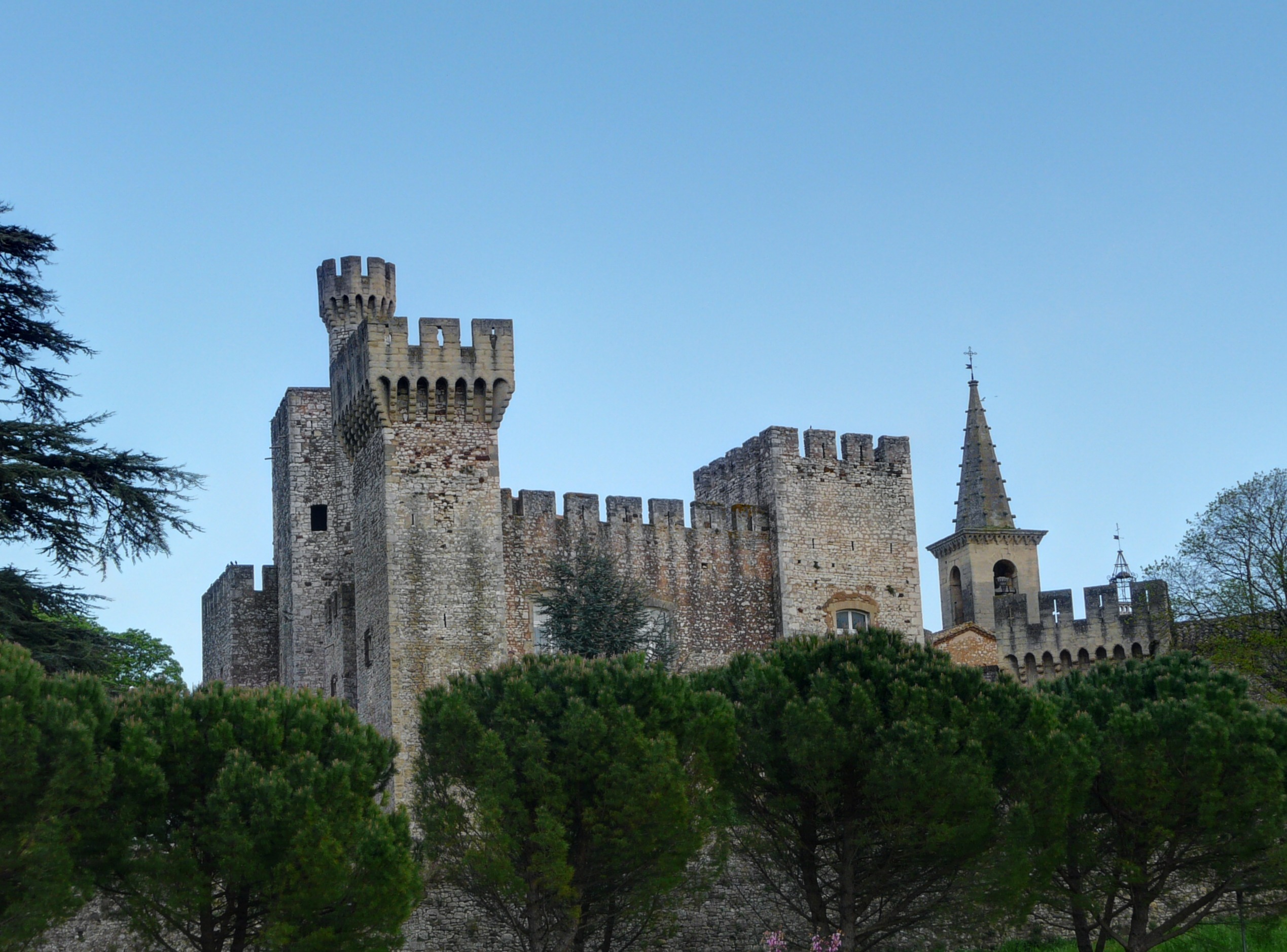
Chateau et église de Pouzilhac

- Chapelle Saint-Privat de Pouzilhac.

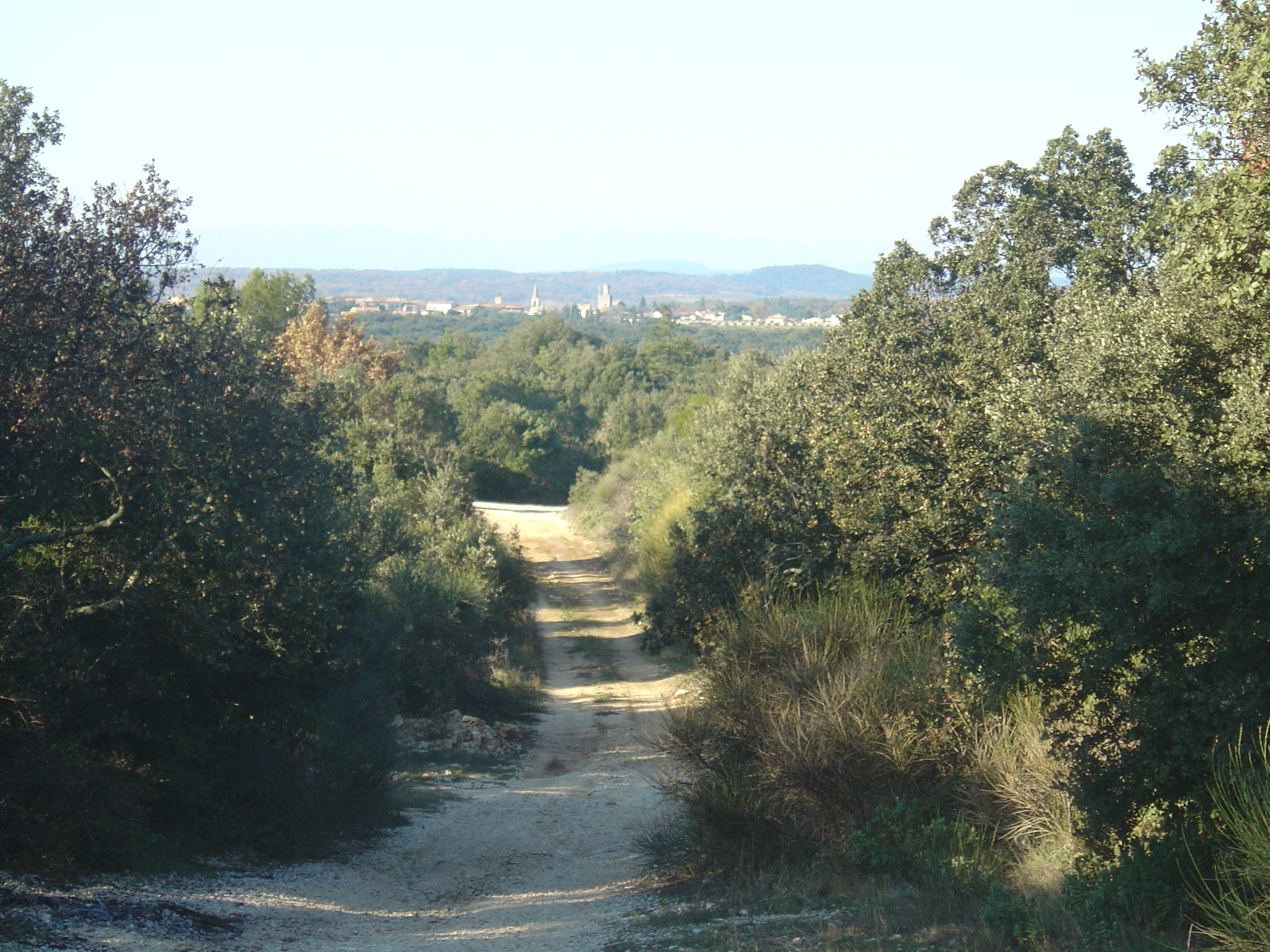
Garrigues entre Saint-Victor-la-Coste et Pouzilhac

- Église Saint-Privat de Pouzilhac.

## Voir aussi

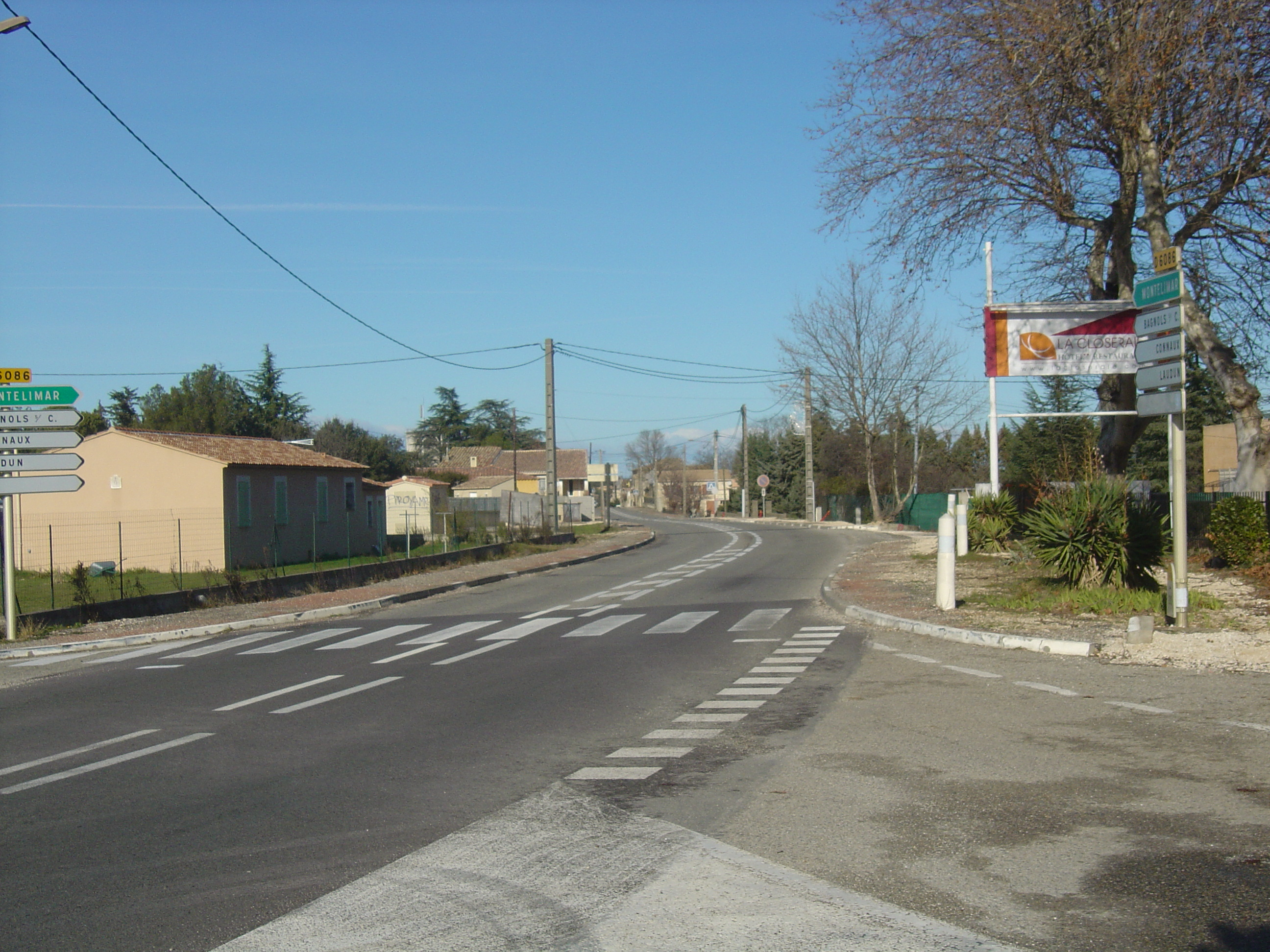
Ville traversée par la D6086 entre Bagnols-sur-Cèze et Remoulins